# Francis J. Aguilar
Francis Joseph Aguilar (19 de agosto de 1932 - 17 de febrero de 2013) fue un profesor estadounidense especializado en planificación estratégica y gestión general.

## Biografía
Se graduó del Instituto Politécnico Rensselaer y de la Escuela de negocios Harvard.
Se unió para trabajar a la Escuela de negocios Harvard en 1964 y se convirtió en profesor titular allí en 1971. Se desempeñó como consultor de muchas empresas y en los consejos de administración de Dynamic Research Corporation y Bentley University.
Sus publicaciones incluyen: Scanning the Business Environment (1967), European Problems in General Management (con Edmund P. Learned y Robert CK Kaltz, 1963) y General Managers in Action (1988, 1992).